# Richard Fromberg
Richard Fromberg (Ulverstone, 28 aprile 1970) è un ex tennista australiano.

## Carriera
Ottenne il suo best ranking in singolare il 13 Agosto 1990 con la 24ª posizione mentre nel doppio divenne il 29 settembre 1997, l'11º del ranking ATP.
Nel 1990 vinse il suo primo torneo in singolare: l'ATP Bologna Outdoor; in quell'occasione superò lo svizzero Marc Rosset con il punteggio di 4-6, 6-4, 7-6. A questo seguiranno altre tre vittorie in singolare: lo Swedish Open e il Wellington Classic sempre nel 1990 e il Romanian Open nel 1997. In sette occasioni raggiunse la finale di tornei del circuito ATP uscendone però sconfitto.
Nella specialità del doppio vinse due tornei: lo Schenectady Open nel 1990 e l'Austrian Open nel 1997. Ha fatto parte della squadra australiana di Coppa Davis in nove occasioni tra il 1990 e il 2001 con un bilancio di undici vittorie e quattro sconfitte. Nel 1990 e nel 1993 ha fatto parte della squadra che in Coppa Davis fu sconfitta in finale rispettivamente dagli Stati Uniti e dalla Germania.

## Statistiche

### Singolare

#### Vittorie (4)
| Legenda                                                      |
| Grande Slam (0)                                              |
| ATP Tour World Championships / Tennis Masters Cup (0)        |
| ATP Super 9 / Tennis Masters Series (0)                      |
| ATP Championships Series / ATP International Series Gold (0) |
| ATP World Series / ATP International Series (4)              |

| Numero | Data              | Torneo                         | Superficie  | Sfidante in finale | Punteggio     |
| 1.     | 21 maggio 1990    | ATP Bologna Outdoor, Bologna   | Terra rossa | Marc Rosset        | 4-6, 6-4, 7-6 |
| 2.     | 9 luglio 1990     | Swedish Open, Båstad           | Terra rossa | Magnus Larsson     | 6-2, 7-6      |
| 3.     | 31 dicembre 1990  | Wellington Classic, Wellington | Cemento     | Lars Jonsson       | 6-1, 6-4, 6-4 |
| 4.     | 22 settembre 1997 | Romanian Open, Bucarest        | Terra rossa | Andrea Gaudenzi    | 6-1, 7–6(2)   |

| Legenda tornei minori |
| Challenger (10)       |
| Futures (0)           |

| Numero | Data              | Torneo                                     | Superficie  | Sfidante in finale     | Punteggio        |
| 1.     | 30 ottobre 1989   | Bahia Challenger 1989, Salvador            | Cemento     | Jean-Philippe Fleurian | 3-6, 6-3, 6-2    |
| 2.     | 24 febbraio 1992  | Indian Wells Challenger 1992, Indian Wells | Cemento     | Todd Woodbridge        | 6-4, 6-1         |
| 3.     | 2 novembre 1992   | Manila Challenger 1992, Manila             | Cemento     | Neil Borwick           | 7-6, 6-4         |
| 4.     | 23 novembre 1992  | Launceston Challenger 1992, Launceston     | Cemento     | David Nainkin          | 6-1, 6-3         |
| 5.     | 31 maggio 1993    | Sporting Challenger 1993, Torino           | Terra rossa | Horacio de la Peña     | 6-1, 7-6         |
| 6.     | 16 settembre 1996 | Oporto Challenger 1996, Porto              | Terra rossa | Galo Blanco            | 6-3, 7-6         |
| 7.     | 9 dicembre 1996   | Perth Challenger 1996, Perth               | Cemento     | Steven Downs           | 6-0, 6-3         |
| 8.     | 15 settembre 1997 | Pekao Open 1997, Stettino                  | Terra rossa | Nicolás Lapentti       | 6-7, 6-4, 6-1    |
| 9.     | 1º giugno 1998    | Unicredit Czech Open 1998, Prostějov       | Terra rossa | Andrew Ilie            | 6-2, 6-2         |
| 10.    | 31 maggio 1999    | Unicredit Czech Open 1999, Prostějov       | Terra rossa | Juan Carlos Ferrero    | 7–6(5), 5-7, 6-4 |

#### Sconfitte in finale (7)
| Numero | Data            | Torneo                       | Superficie  | Sfidante in finale | Punteggio          |
| 1.     | 30 aprile 1990  | Singapore Open, Singapore    | Cemento     | Kelly Jones        | 4-6, 6-2, 6-7      |
| 2.     | 3 maggio 1993   | Tampa Open, Tampa            | Terra rossa | Jaime Yzaga        | 4-6, 2-6           |
| 3.     | 6 giugno 1994   | ATP Firenze, Firenze         | Terra rossa | Marcelo Filippini  | 6-3, 3-6, 3-6      |
| 4.     | 25 luglio 1994  | Dutch Open, Hilversum        | Terra rossa | Karel Nováček      | 5-7, 4-6, 6-7      |
| 5.     | 9 gennaio 1995  | Sydney International, Sydney | Cemento     | Patrick McEnroe    | 2-6, 6(4)–7        |
| 6.     | 12 gennaio 1998 | Heineken Open, Auckland      | Cemento     | Marcelo Ríos       | 6-4, 4-6, 6(3)–7   |
| 7.     | 3 agosto 1998   | Dutch Open, Amsterdam        | Terra rossa | Magnus Norman      | 3-6, 3-6, 6-2, 4-6 |

### Doppio

#### Vittorie (2)
| Legenda                                                      |
| Grande Slam (0)                                              |
| ATP Tour World Championships / Tennis Masters Cup (0)        |
| ATP Super 9 / Tennis Masters Series (0)                      |
| ATP Championships Series / ATP International Series Gold (0) |
| ATP World Series / ATP International Series (2)              |

| Numero | Data           | Torneo                        | Superficie  | Compagno      | Avversari in Finale                  | Punteggio     |
| 1.     | 20 agosto 1990 | Schenectady Open, Schenectady | Cemento     | Brad Pearce   | Brian Garrow Sven Salumaa            | 6-2, 3-6, 7-6 |
| 2.     | 21 luglio 1997 | Austrian Open, Kitzbühel      | Terra rossa | Wayne Arthurs | Thomas Buchmayer Thomas Strengberger | 6-3, 7-6      |

| Legenda tornei minori |
| Challenger (3)        |
| Futures (0)           |

| Numero | Data             | Torneo                                 | Superficie  | Compagno       | Avversari in Finale               | Punteggio |
| 1.     | 2 novembre 1992  | Manila Challenger 1992, Manila         | Cemento     | Steve Guy      | Massimo Ardinghi Mario Visconti   | 6-3, 6-4  |
| 2.     | 23 novembre 1992 | Launceston Challenger 1992, Launceston | Cemento     | Patrick Rafter | Andrew Foster Nick Brown          | 7-5, 7-6  |
| 3.     | 4 aprile 2005    | Canberra Challenger 2005, Canberra     | Terra rossa | Chris Guccione | Werner Eschauer Vasilīs Mazarakīs | 6-1, 6-2  |